# Fred Allen (Filmeditor)
Fred Allen (* 16. Dezember 1896 in Petaluma, Kalifornien; † 22. Mai 1955 in Los Angeles, Kalifornien) war ein US-amerikanischer Filmeditor und Regisseur.
Fred Allen war ab 1920 bis zu seinem Tod als Filmeditor bei insgesamt 108 Produktionen tätig. Von 1931 bis 1933 war er Regisseur von sieben Westernfilmen.

## Filmografie (Auswahl)
- 1922: Bulldog Courage
- 1928: Zirkusleben (The Wagon Show)
- 1928: Die Schlucht der Abenteuer (The Canyon of Adventure)
- 1929: Der Karawanenführer von Oklahoma (The Wagon Master)
- 1929: Cheyenne
- 1929: The Lawless Legion
- 1930: Pardon My Gun
- 1930: Der Satansreiter (Parade of the West)
- 1930: Der Heldenritt im wilden Westen (Lucky Larkin)
- 1936: Crack-Up
- 1936: Hände hoch! (The Country Beyond)
- 1937: Charlie Chan bei den Olympischen Spielen (Charlie Chan at the Olympics)
- 1938: Die Abenteuer des Marco Polo (The Adventures of Marco Polo)
- 1939: 20,000 Men a Year
- 1939: Der Frechdachs von Arizona (The Arizona Wildcat)
- 1943: Guadalkanal – die Hölle im Pazifik (Guadalcanal Diary)
- 1944: Brasilianische Serenade (Brazil)
- 1945: Hitchhike to Happiness
- 1945: Liebe in der Wildnis (Dakota)
- 1946: Karten, Kugeln, Banditen (Plainsman and the Lady)
- 1946: Der Bandit von Sacramento (In Old Sacramento)
- 1947: Geheimagent T (T-Men)
- 1947: Der rote Teufel (The Red Stallion)
- 1949: Guillotine (Reign of Terror)
- 1950: Die Jahre der Lüge (The Vicious Years)
- 1951: Der Tiger (The Enforcer)
- 1952: Der Tiger von Utah (Ride the Man Down)
- 1953: Am Tode vorbei (Woman They Almost Lynched)
- 1953: Chicago – 12 Uhr Mitternacht (City That Never Sleeps)
- 1953: Unternehmen Panthersprung (Flight Nurse)
- 1954: The Atomic Kid
- 1954: Beeil Dich zu Leben (Make Haste to Live)
- 1955: Unternehmen Pelikan (The Eternal Sea)